# 埃皮達魯斯古代劇場
埃皮達魯斯古代劇場是古希臘城市埃皮達魯斯的劇場。這座劇場奉獻給古希臘醫學之神阿斯克勒庇俄斯。就聲學和美學而言，這座劇場被認為是最完美的古希臘劇場。現在這座劇場仍吸引眾多來自希臘國內外的遊客，並上演古代戲劇。